# Pandemia de COVID-19 no Botswana
Este artigo documenta os impactos da pandemia de COVID-19 no Botswana e pode não incluir todas as principais respostas e medidas contemporâneas.

## Cronologia
Em 30 de março, os primeiros três casos de COVID-19 no Botswana foram confirmados. Em 25 de março, uma mulher de 78 anos suspeita de ter COVID-19 morreu em Ramotswa. Alguns dias após sua morte, os resultados foram positivos, tornando-se o quarto caso de COVID-19 no Botswuana. Em uma transmissão ao vivo pela vice-presidente da BTV, Tsogwane disse que as equipas de busca haviam capturado outras 14 pessoas que haviam entrado em contacto com o falecido e que os testes foram realizados. Os resultados estiveram pendentes a partir de 1 de abril.